# Парусинов, Филипп Алексеевич
Филипп Алексеевич Парусинов (27 ноября 1893, с. Кучеряево, Воронежская губерния — 25 октября 1973, Москва) — советский военачальник, генерал-лейтенант (1940).

## Начало военной службы
Русский. Из крестьян. В Русской императорской армии с 1914 года. Окончил полковую учебную команду в 1915 году. Участник Первой мировой войны. Командовал взводом на Юго-Западном фронте в чине старшего унтер-офицера.
В Красной Армии с августа 1918 года. Член РКП(б) с 1919 года. Окончил Воронежскую школу красных командиров в 1919 году. Участвовал в Гражданской войне в России, был помощником командира роты, командиром роты на Южном и Юго-Западном фронтах.

## Межвоенный период
Окончил Харьковские высшие командные курсы в 1924 году. С ноября 1924 года служил в 99-й стрелковой дивизии Украинского военного округа: начальник полковой школы 295-го стрелкового полка, с ноября 1930 — помощник командира по строевой части 295-го Днепровского стрелкового полка, с ноября 1931 — командир-военком 295-го Днепровского стрелкового полка, с января 1937 — помощник командира 51-го стрелкового полка. С июня 1937 — комендант 12-го Могилёв-Подольского — Ямпольского УР. С июля 1938 — командующий войсками Одесской армейской группы войск. С октября 1939 — командующий войсками 12-й армии Киевского Особого военного округа.
С января по март 1940 года участвовал в советско-финской войне, будучи командиром 19-го стрелкового корпуса и командующим 13-й армией. За участие в прорыве «Линии Маннергейма» награждён орденом Ленина. Во главе армии в июне-июле 1940 года участвовал в Походе РККА в Бессарабию и Северную Буковину (хотя по некоторым данным, участвовал в этом походе будучи заместителем командующего войсками 12-й армии Южного фронта). В 1941 году окончил вечерний факультет Военной академии РККА им. М. В. Фрунзе (1941).

## Великая Отечественная война и Советско-японская война
Командующий 25-й армией Дальневосточного фронта с марта 1941 по июнь 1943 года. В июне 1943 года был заместителем командующего войсками Дальневосточного фронта, но в том же месяце назначен командующим Приморской группой войск Дальневосточного фронта. С июня 1945 года находился в распоряжении Главного управления кадров НКО СССР. С августа 1945 — командующий Чугуевской оперативной группой 1-го Дальневосточного фронта.

## После войны
С сентября 1945 года — заместитель командующего войсками Харьковского военного округа, командующий войсками Харьковского территориального округа с марта 1946. С июня 1946 — в распоряжении Главного управления кадров ВС СССР. С октября 1946 — заместитель командующего войсками Прибалтийского военного округа по строевой части. С 1950 года учился на Высших академических курсах при Высшей военной академии имени К. Е. Ворошилова, окончил их в 1951 году. С марта 1952 года — начальник военной кафедры Центрального государственного ордена Ленина физического института имени И. В. Сталина. В январе 1956 года уволен в запас.
Скончался 25 октября 1973 года. Похоронен на Кузьминском кладбище Москвы.

## Награды
- Два ордена Ленина (21.03.1940, 21.02.1945[3])
- Два ордена Красного Знамени (3.11.1944[3], 20.06.1949[3])
- Медали СССР

## Воинские звания
- старший унтер-офицер (на 1917)
- полковник (13.12.1935),
- комбриг (14.06.1937),
- комдив (23.07.1938),
- комкор (09.02.1939),
- генерал-лейтенант (04.06.1940).

## Отзывы
Он был выше среднего роста, держался прямо, горделиво откидывая назад красивую голову с густой чёрной шевелюрой. Во всем его облике чувствовалось какое-то особое изящество. Чистое бледное лицо, тонкие смоляные дуги бровей, нос с небольшой горбинкой, ухоженные черные усики щеточкой… Держался независимо и подчеркнуто официально.
Мне говорили, что Парусинов обладает острым умом. Опытный командир. Но иногда его подводит недостаточная военно-теоретическая подготовка. В Красной Армии он служит со дня её основания. Постепенно дорос до должности помощника командира стрелковой дивизии. А в 1938 году началось его стремительное продвижение. И вот он уже командующий армией.— Баграмян И. X. [/memo/russian/bagramyan1/01.html Так начиналась война.] — М.: Воениздат, 1971.

Генерал-лейтенанта Парусинова я знал давно, в частности ещё по финской компании. Это был человек со своеобразными взглядами на вещи и нелёгким характером. Он казался несколько обиженным, на мой взгляд, что его не оставили командующим Приморской группой войск. Ему поручили руководить Чугуевской опергруппой, но он действовал безынициативно. Посетив эту опергруппу, я указал ему на равнодушное с его стороны отношение к делу. В дальнейшем мы так и не смогли сработаться, и он отбыл в резерв Ставки.— Мерецков К. А. На службе народу. — 3-е изд. — М.: Воениздат, 1983. — С. 386.

## Семья
Жена — Парусинова Олимпиада Николаевна. Сын — Владимир